# Csokerlyán János
Csokerlyán János (Nagybecskerek, 1800 – ?) tábori lelkész.

## Élete
Tanult Temesváron, Szegeden és Karlócán; tanító volt Fehértemplomon és 1830-ban tábori lelkész a német bánáti ezredben.

## Művei
Nyomtatásban megjelent munkái:
- 1. Declamatio exc. ill. ac. rev. dno Stephano Stratimirovich de Kulpin, orient. eccl. archiepiscopo Carloviciensi, devotissime oblata. Albo-Ecclesiis die 1 febr. 1829, Budae
- 2. Ogledalo dobrodjeteli i vjernosti. Uo. 1829 (Az erény és hűség tükre)
- 3. Poljszka Ljubusica. Uo. 1830 (Erdei ibolya)
- 4. Neujahrsgefühle Sr. Excell. Grafen Vetter von Lilienberg. Karlstadt, 1840